# Bundesstraße 241
Die Bundesstraße 241 (Abkürzung: B 241) ist eine Bundesstraße in Deutschland. Sie führt von der Ostwestfalenstraße bei Hohenwepel (Warburg) zur Bundesautobahn 36 nach Vienenburg (Goslar).

## Geschichte
Im Harz folgt die B 241 ungefähr der Alten Harzstraße, die größtenteils auf Bergrücken verlief. Der Teil zwischen Lauenförde und Hardegsen wurde erst in der Neuzeit zwischen 1828 und 1832 als Teil der nach Nörten-Hardenberg weiterführenden Sollingchaussee ausgebaut.
Früher führte die B 241 von Hohenwepel über Menne bis nach Ossendorf. Der Streckenabschnitt wurde zur K 38 heruntergestuft und der Verkehr führt heute über die B 252 zur B 7.

### Ausbau
In Goslar wurde der Ostteil der Nordtangente bei Ohlhof am 22. Juni 1969 eröffnet und die alte, als Vienenburger Straße benannte Strecke zur Kreisstraße abgestuft. Die Neubaustrecke wurde anschließend bis 1987 zum Bad Harzburger Dreieck zur heutigen A 369 und B 4 vierspurig verlängert.
Die Bundesstraße 241 wurde seit Ende 2009 zwischen Bollensen und Ellierode verlegt. Bis Oktober 2011 wurde der 4225 m lange Bauabschnitt VKE 2 zwischen Volpriehausen bis Anschlussstelle Ellierode dreistreifig ausgebaut. Der neue Straßenabschnitt begradigte die bisherige kurvenreiche Waldstraße und dient als Umgehung der Siedlung Goseplack. Die kreuzenden Wirtschaftswege werden über- oder unterführt und teilweise im rückwärtigen Netz ersetzt. Ein Teil der alten Bundesstraße im Abschnitt Bollertmühle (Volpriehausen) bis Siedlung Goseplack wurde zum Wirtschaftsweg zurückgebaut. Es ist geplant, dass der alte Straßenabschnitt von Anschlussstelle Schlarpe bis zur Siedlung Goseplack bestehen bleibt. Die hohen Kosten des Bauabschnitts VKE 2 von 32,5 Mio. Euro aus Mitteln des Konjunkturpakets I & II begründen sich durch die hohe Anzahl an Brückenunterführungen, der Trassierung als Talbrücke im Bereich Schlarpe und überspannenden Talbrücken, beispielsweise in der Nähe der Siedlung Goseplack. Allein die Brückenbauwerke mit bis zu 400 Metern Länge beliefen sich auf rund 15 Mio. Euro.
Der Abschnitt wurde im Oktober 2011 für den Verkehr freigegeben. Im Juli 2015 fand der erste Spatenstich zur Verlegung der B241 zwischen Volpriehausen und Bollensen statt. Der Bauabschnitt soll 32,8 Mio. Euro kosten.
Im Bereich Osterode sowie teilweise zwischen Osterode und Clausthal-Zellerfeld ist die B 241 vierspurig ausgebaut. Nahe Osterode verläuft die Straße durch den 393 m langen Butterbergtunnel.
Es wird bisher davon ausgegangen, dass bis 2020 die Verkehrsbelastung für diese Strecke bei 11.000 Fahrzeugen pro Tag liegt.

## Verlauf
Die B 241 beginnt nahe der A 44 und endet an der A 36. In Uslar besteht Anschluss an die B 497.

### Gebietskörperschaften
- Nordrhein-Westfalen
  - Kreis Höxter
    - Hohenwepel, Borgentreich, Dalhausen, Beverungen
- Niedersachsen
  - Landkreis Holzminden
    - Lauenförde

  - Landkreis Northeim
    - Amelith, Schönhagen, Kammerborn, Sohlingen, Uslar, Bollensen, Gierswalde, Volpriehausen, Goseplack, Hardegsen, Lutterhausen, Moringen, Höckelheim, Northeim, Hammenstedt, Katlenburg

  - Landkreis Göttingen
    - Dorste
    - Osterode

  - Landkreis Goslar
    - Clausthal-Zellerfeld, Goslar, Vienenburg, Wiedelah

### ÜberquerteGewässer

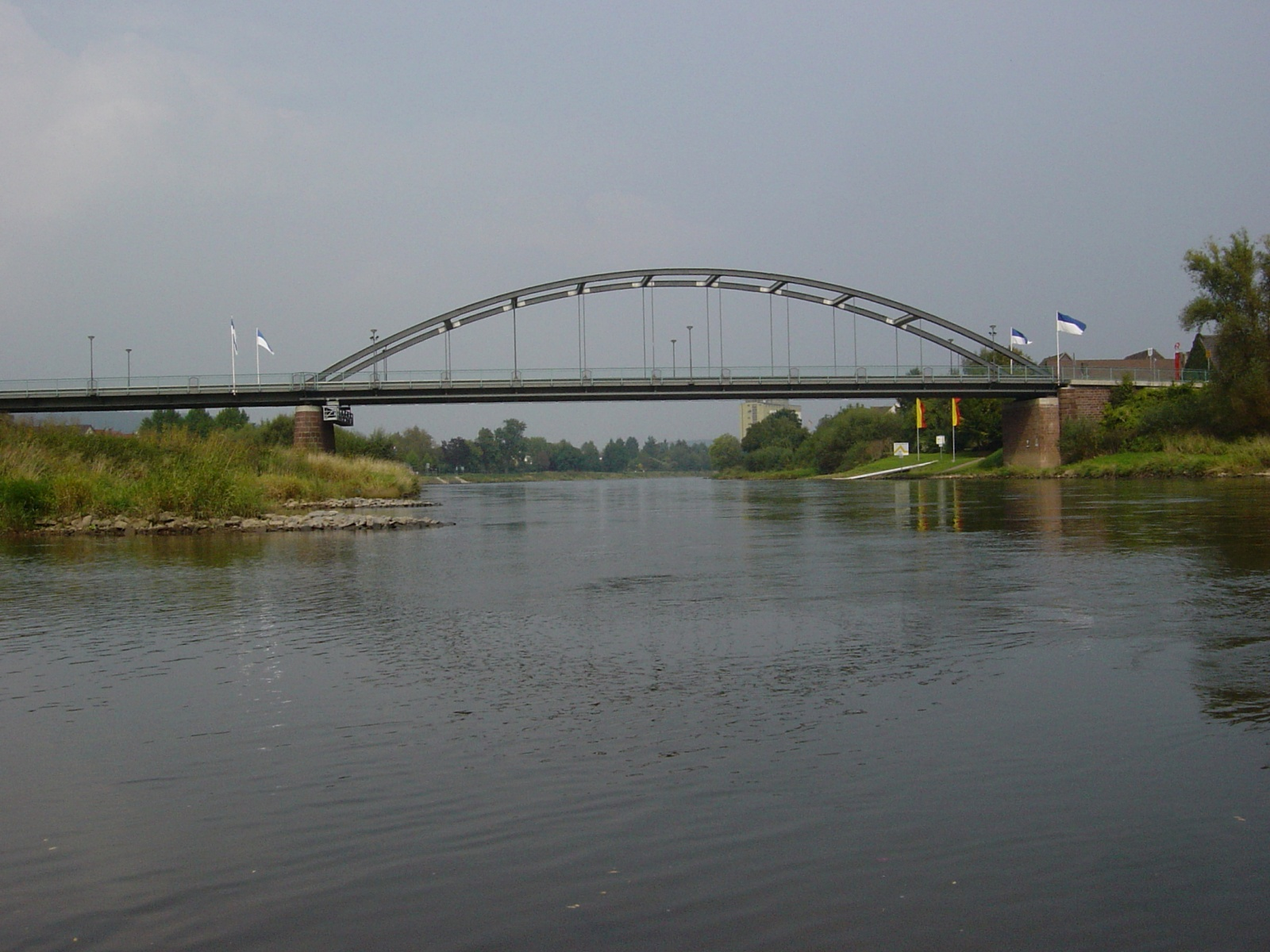
Weserbrücke zwischen Beverungen und Lauenförde

- Weser, zwischen Beverungen und Lauenförde
- Ahle, in Uslar
- Leine, zwischen Höckelheim und Northeim
- Rhume, in Northeim und in Katlenburg
- Söse, in Osterode
- Lerbach, zwischen Lerbach und Freiheit
- Gose bei Goslar
- Oker, in Vienenburg
- Hurlebach, in Vienenburg
- Radau, in Vienenburg

### Naturparks
Die B 241 ist eine direkte Straßenverbindung zwischen dem Nationalpark Harz und dem Naturpark Solling-Vogler.

## Tourismus / Sehenswürdigkeiten
- Bei Amelith befinden sich das Mittelalterzentrum Nienover und der Hutewaldpfad.
- Bei Lauenförde liegt die archäologische Grabungsstelle der Wüstung Schmeessen.[6]
- Burg Beverungen direkt an der Weserbrücke (Beverungen/Lauenförde)
- Der Streckenabschnitt zwischen Uslar und Hardegsen war bei Motorradfahrern beliebt, da er einerseits über die kurven- und waldreiche, „Bollert“ genannte Bergstrecke führt, die vorher und nachher jedoch auch viele gerade Teilstücke aufweist. Mit dem kurvenarmen Neubau des Bollertabschnittes und des Ausbaus auf drei Spuren zwischen Volpriehausen und Ellierode, der im Oktober 2011 freigegeben wurde, hat die Attraktivität für Motorradfahrer gelitten.